# This Business of Art
This Business of Art är det andra studioalbumet av den kanadensiska popduon Tegan and Sara, utgivet den 18 juli 2000. Det var gruppens första album utgivet genom ett större skivbolag, Neil Youngs Vapor Records. Albumet producerades av den kanadensiske singer-songwritern Hawksley Workman och spelades in i hans studio Hawksleytown Studios i Toronto. Workman skötte även en rad olika instrument på skivan, bland annat bas, piano och trummor.
Sex av låtarna är nyinspelade versioner av låtar från det föregående albumet Under Feet Like Ours; "Proud", "Hype", "Freedom", "More for Me", "Come On" och "Superstar". Låten "My Number" finns med i soundtracket till dramafilmen Sweet November från 2001. En musikvideo i regi av Sean Michael Turrell gjordes till låten "The First".

## Mottagande
William Ruhlmann på Allmusic betygsatte albumet 3/5 och skrev att "[...] This Business of Art är simpel, och kompositionerna är tomma och jordnära".

## Låtlista
1. "The First" (Tegan Quin) – 3:13
2. "Proud" (Sara Quin) – 2:50
3. "Frozen" (T. Quin) – 2:44
4. "Hype" (S. Quin) – 3:29
5. "My Number" (T. Quin) – 4:11
6. "All You Got" (S. Quin) – 3:00
7. "Freedom" (T. Quin) – 2:42
8. "Not with You" (S. Quin) – 3:33
9. "More for Me" (T. Quin) – 3:00
10. "Come On" (S. Quin) – 3:06
11. "Superstar" (T. Quin) – 3:42

## Medverkande
Tegan and Sara
- Tegan Quin – sång, gitarr
- Sara Quin – sång, gitarr

Övriga musiker
- Karl Mohr – keyboard, trumprogrammering
- Hawksley Workman – gitarr, bas, keyboard, piano, munspel, trummor

Produktion
- Joao Carvello – inspelning, ljudmix, mastering
- Greg Hall – omslagsdesign, fotografi
- Greg O'Shea – inspelning
- Ivan Otis – fotografi
- Hawksley Workman – producent

Information från Discogs.